# Ctenardisia ovandensis
Ctenardisia ovandensis là một loài thực vật có hoa trong họ Anh thảo. Loài này được (Lundell) Lundell mô tả khoa học đầu tiên năm 1982.